# Acanthodactylus opheodurus

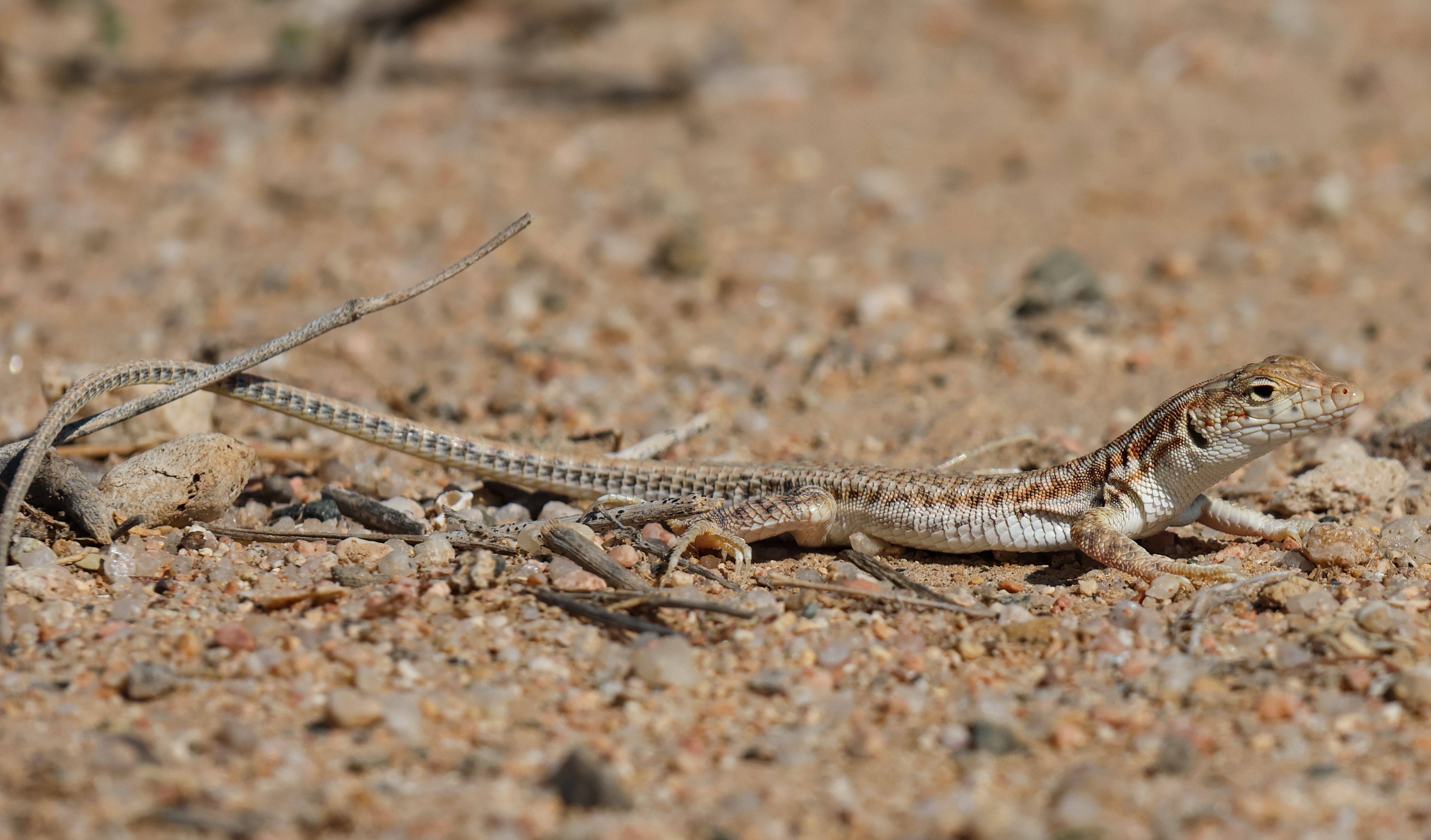
Змієхвоста гребнепала ящірка (Саудівська Аравія)

Acanthodactylus opheodurus (змієхвоста гребнепала ящірка) — вид ящірок родини ящіркових (Lacertidae). Мешкає на Близькому Сході.

## Поширення і екологія
Змієхвості гребнепалі ящірки мешкають на південному сході Ізраїлю, на південному заході і сході Йорданії, в Саудівській Аравії, Ємені, Омані, ОАЕ, Кувейті та південному Іраці. Вони живуть на кам'янистих рівнинах та в сухих ваді, слабо порослих рослинністю. Уникають дліянок з м'яким піском. Відкладають яйця. 